# SGSM2
SGSM2‏ (Small G protein signaling modulator 2) هوَ بروتين يُشَفر بواسطة جين SGSM2 في الإنسان.